# WLAN in Passagierflugzeugen

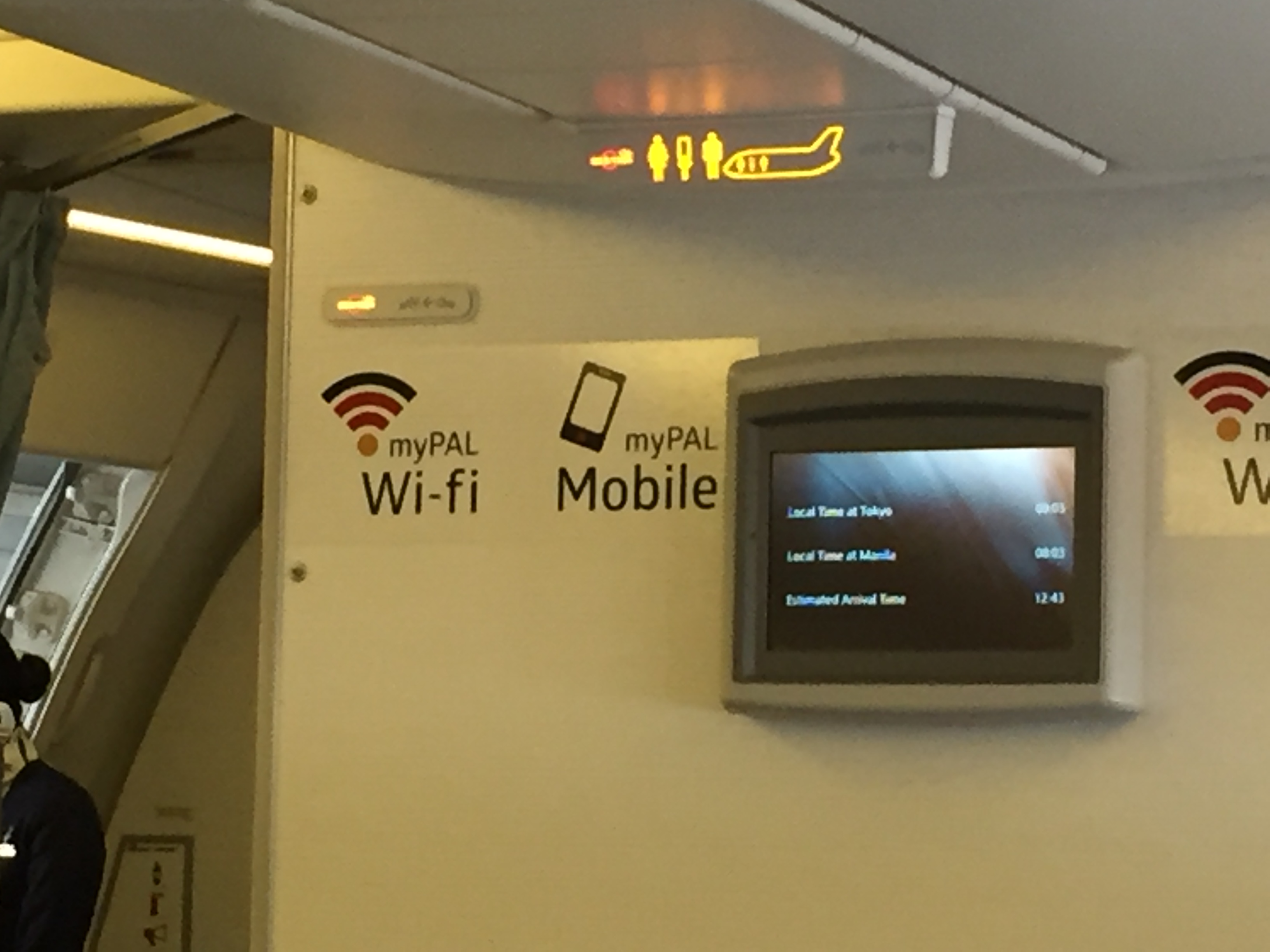
Schilder in der Passagierkabine einer Fluggesellschaft, die WLAN an Bord anbietet (2016)

WLAN in Passagierflugzeugen, auch WLAN an Bord genannt, stellt einen Borddienst dar, der Passagieren während kommerzieller Flüge Zugang zum Internet ermöglicht. Fluggesellschaften haben diesen Service in variierenden Formen implementiert und verschiedenste Systeme integriert. Dabei sind sie berechtigt, sowohl Gebühren für die Nutzung festzulegen als auch kostenlosen und unbegrenzten Zugang anzubieten. Marktforschungen, die sich auf das Kundenverhalten spezialisieren, zeigen, dass dieser Service die Entscheidung der Passagiere bei der Auswahl einer Fluggesellschaft maßgeblich beeinflussen kann. Dadurch positioniert er sich als ein bedeutender Wettbewerbsfaktor in der Passagierluftfahrtbranche.

## Geschichte
Die Entwicklung dieser Technologie nahm ihren Anfang in den späten 1990er Jahren, fand jedoch erst zu Beginn des 21. Jahrhunderts Anwendung im kommerziellen Flugverkehr. Im Zuge der Terroranschläge vom 11. September 2001 in den USA wurden umfassende Änderungen in den Sicherheitssystemen auf nationaler und globaler Ebene notwendig. Infolgedessen wurden die zu diesem Zeitpunkt in der Testphase befindlichen WLAN-Dienste an Bord vorübergehend ausgesetzt, bis neue Richtlinien entwickelt wurden.
Am 15. Januar 2003 war die deutsche Fluggesellschaft Lufthansa die erste weltweit, die ihren Passagieren Internetzugang in der Kabine über eine Ethernet-Verbindung und 802.11 Wi-Fi anbot. Dies erfolgte während eines interkontinentalen Fluges von Frankfurt am Main nach Washington D.C. an Bord des Flugzeugs Sachsen-Anhalt. Dieser Service wurde über Connexion by Boeing implementiert, eine Dienstleistung, die von einer Tochtergesellschaft der Boeing Company angeboten wurde und von 2001 bis 2006 in Betrieb war.

## Technische Spezifikationen
Die Nutzung von WLAN an Bord eines Flugzeugs ist ausschließlich im „Flugzeugmodus“ gestattet, um mögliche Störungen der elektronischen Systeme des Flugzeugs zu vermeiden. Dies schützt auch vor zusätzlichen Gebühren, die aufgrund der Nutzung des Roaming-Services in internationalen Gebieten anfallen könnten. Im Idealfall sollte die Verbindung auch während des Starts und der Landung des Flugzeugs vermieden werden, wie in der Kabine die Anweisungen des Piloten angegeben, möglicherweise auch diese Funktion, die zu Beginn und am Ende des Fluges deaktiviert ist.
Aufgrund der Tatsache, dass es sich bei dieser Verbindung um ein öffentliches Netzwerk handelt, empfehlen Experten für Cybersicherheit, die gleichen Vorsichtsmaßnahmen wie bei jedem anderen Internetnetzwerk dieser Art zu treffen. Dazu gehört die Nutzung von Antivirenprogrammen und Virtual Private Networks (VPNs).

## Gebrauchsgebühren
Verschiedene Fluggesellschaften bieten unterschiedliche Arten von Internetverbindungen an Bord an. Einige erheben Gebühren für den Erwerb von Datenpaketen, die es den Passagieren ermöglichen, während des Fluges im Internet zu surfen. Diese Datenpakete können ein bestimmtes Datenvolumen oder eine unbegrenzte Nutzung für einen Zeitraum von 24 Stunden umfassen. Im Gegensatz dazu stellen einige Fluggesellschaften diesen Service kostenfrei im Rahmen ihrer Bordunterhaltung zur Verfügung. Es wurde von mehreren Airlines argumentiert, dass durch die Bereitstellung dieses Dienstes die Unterhaltungsbildschirme von den Passagiersitzen entfernt werden konnten, was wiederum zur Reduzierung des Flugzeuggewichts und damit zu einer Senkung der Flugkosten beiträgt.